# Livóniai népek nagy felkelése
A livóniai népek nagy felkelése egész Livóniára kiterjedő általános felkelés 1259-től 1290-ig.
A Német Lovagrend terjeszkedése ellen a lettek, az észtek és a lívek még szabad törzsei továbbra is szívósan ellenálltak. Délről a litvánok folytonos rabló támadásokat intéztek.

1259-ben Treniota zmudzi (szamogitiai) fejedelem betört az országba. Schoden (Skuodas) mellett egy csatát nyert a keresztes lovagokkal.

A rossz termésű év és a háború miatt a lovagok magas adókat vetettek ki, ami a nyomorgó és elkeseredett lakosság körében lázadásokhoz vezetett. Zemgale a litvánokhoz csatlakozott, 1260 tavaszán különféle kúr és lett törzsek érkeztek Treniota segítségére.

Az ellenség a livóniai mocsarakban tőrbe csalta a kereszteseket, (Durbeni csata, 1260. július 13.). A vereség lángba borította Livóniát és az 1260-74-es porosz felkeléshez vezetett.
Miután a litvánok a lennewardeni csatában újabb győzelmet arattak (1261), Mindaugas is belépett a háborúba, akit az oroszok, az Arany Horda és néhány lengyel herceg is támogatott. 1263-ban Mindaugas és Treniota ostrom alá veszik Wendent, de kudarcot vallanak.
Miután Mindaugast megölték és Treniota is meghalt (1264) Litvánia hatalmi harcokba és anarchiába süllyedt, ezért évekig nem kellett további támadástól tartania a rendnek.
1265-ben újra felépítik a lerombolt Mitaut, s 1267-ben leigázzák Kurzeme még megmaradt törzseit, valamint a szabad lív területeket (1269).
1268-ban novgordiak és a pszkoviak hadjáratot indították a dán Livóniába (észak-észt területek) és a wesenbergi csatában leverték a kardtestvér-dán sereget.
1270-ben újra indulnak a litván rablóháborúk, ezúttal nemcsak a lovagok, hanem a zemgalleniek ellen is. A litvánok februárban a befagyott tengeren az Ösel-sziget mellett, az ún. karusei csatában újra legyőzik a kereszteseket, akik az észtországi dán erők segítségével tudnak csak kilábalni.
1272-ben az alsó-lettországi földvárak többségének bevétele után a lettek leteszik a fegyvert és meghódolnak, elismerve a lovagrend uralmát. Egy évvel később az ascheradeni ütközetben a litvánok ismét megverik a kereszteseket. 
A keresztes lovagok 1278-ban a Daugaván átkelve beveszik az ottani területeket és felépítik Dünaburg várát, amit Traidenis litván nagyfejedelem azonnal megostromol (1279). A hosszantartó, látványos küzdelem következik, s hamarosan megérkezik a felmentősereg, ami a vár alól elvonuló Traidenis után megy. 
A litvánok csapdába ejtik ezt a sereget is és szétverik. A hírre Zemgaléban új felkelés robban ki, amit az 1281-es keresztes hadjárat ver le. A lettek ismét meghódolnak, de egy év végi litván támadás hatására harmadjára tör ki lázadásuk.

Terweten mellett két sikertelen ütközetet követően (1284, 1287) újabb német és skandináv keresztes erők érkeztek a hadszíntérre, s 1290-re elfoglalják teljes Alsó-Lettországot. Ez volt az utolsó régió, amit a Német Lovagrend leigázott Livónia földjén.